# Robert Schuchter
Robert Schuchter (...) è un ex sciatore alpino austriaco.

## Biografia
Schuchter vinse la medaglia d'argento nello slalom speciale ai Campionati austriaci 1975, disputato il 14 febbraio a Zell am See; non prese parte a rassegne olimpiche e non ottenne piazzamenti in Coppa del Mondo o ai Campionati mondiali. Dopo il ritiro partecipò al circuito professionistico nordamericano (Pro Tour) e fu presidente dello Ski-Klub Götzens dal 1991 al 2003.

## Palmarès

### Campionati austriaci
- 1 medaglia:
  -  1 argento (slalom speciale nel 1975)[senza fonte]